# Isabelle de France (1105-1175)
Isabelle de France est la fille naturelle du roi Louis VI.
Née avant 1108, certains voient en elle la fille de Lucienne de Rochefort, la première épouse de Louis VI, alors fils aîné du roi de France. Toutefois, le legs d’une hostise réalisé à l’abbaye Saint-Père-en-Vallée par Isabelle pour le salut de l’âme de son père, de son mari et d'un certain Raynault de Breuillet semble indiquer que sa mère serait plus vraisemblablement Marie de Breuillet, maîtresse du prince jusqu’en 1104. 
Lorsque sa mère se retire dans un couvent parisien, Isabelle reste à la cour jusqu’à son mariage en 1114 avec Guillaume Ier de Chaumont-Quitry et reçoit à cette occasion en dot et en douaire l’ensemble des biens détenus par Louis VI à Liancourt-Saint-Pierre à l’exception du prieuré.
On connaît sept enfants issus de ce mariage, :
- Osmond II de Chaumont, chevalier qui combattit en 1137 contre Étienne de Blois, roi d'Angleterre ;
- Gauthier ;
- Louis de Chaumont, seigneur de Montjavoult ;
- Philippe de Chaumont, clerc chanoine de Rouen ;
- Gasce « Gasthonis », chevalier ;
- Baudri, chevalier ;
- Hugues, chevalier.

Isabelle de France meurt après 1175.